# 유럽의 지리

보편적인 기준에 따른 유럽의 영역.

유럽은 전통적으로 7개의 대륙 가운데 하나로 정의된다.
유럽의 명칭은 아시리아어의 에레브(Ereb, 일몰)에서 유래되며, 후에 독일어로 에우로파 (Europa) 또는 영어로 유럽 (Europe)이라고 불리게 되었다. 지중해 중심시대의 고대 그리스인들은 주요 활동 무대인 에게해를 중심으로 해서 서쪽을 에레브(Ereb), 즉 해가 지는 쪽이라고 불렀고, 그 동쪽을 아스주(Aszu) 또는 아쿠(Acu), 즉 해가 뜨는 쪽이라고 불렀으며 이와 같은 방향을 뜻하는 데서 나온 말이 후에 유럽(Europe)이라는 고유명사로 변형, 고정화되었다. 유럽(Europe) 또는 아시아(Asia)의 지명이 사용된 흔적으로는 고대 아시리아 비석의 비문에서도 찾을 수 있으며, 또한 그리스의 고대 지리학자 에라토스테네스(Eratosthenes)에게서 찾을 수 있다.
자연지리적 관점에서 볼 때 유럽은 아시아 대륙에 부속된 큰 반도라고 할 수 있다. 유럽주와 아시아주의 경계는 명확치 않으나, 대략 우랄산맥에서 카스피해, 흑해를 경유하여 보스포루스해협에 이르는 선으로 보여진다. 그러나 이 경계선은 잠정적인 정치적 경계선으로서 의의가 있을 뿐, 수리지리적 면에서나, 문화적 경계선으로서의 의의는 거의 없다. 따라서 자연지리학에서는 유럽주와 아시아주를 합쳐서 유라시아(Eurasia)대륙이라고 부른다. 유럽주는 면적으로 볼 때 아시아주의 불과 1/4밖에 안 되지만, 이 좁은 지역을 하나의 대륙으로 취급하는 것은 주로 백인의 거류지로서, 고대로부터 세계의 번영의 중심을 이룬 지역으로 역사적, 문화적, 사회적 특성을 고려한 때문이라고 할 수 있다.

## 해안선과 연해
대서양과 북극해를 면하고 있는 유럽은 지중해, 발트해, 북해, 흑해, 백해의 연해가 대륙내로 깊숙이 들어와 있어서 해안선의 출입이 복잡하며, 다른 어느 대륙보다 제일 긴 해안선을 갖고 있다. 또한 연해의 대부분은 지중해나 흑해를 제외하고는 대부분이 수심 200m 이하의 대륙붕을 이루고 있어 천해(淺海)인 것이 특색이다. 상기한 천해(淺海)의 대부분은 빙하시대에 거대한 대륙빙상의 발달과 함께 해수면의 하강으로 육지로 화했다가, 후빙기에 들어오면서 약 100m 내외의 해수면의 상승으로 인하여 침수되었기 때문에 유럽의 해안은 곳곳이 침수 또는 침강 해안이 탁월한 것이 특색이다. 
에스파냐의 북부해안, 아드리아해 연안에는 톱날과 같은 리아스식 해안이 전형적으로 발달되어 있다. 스칸디나비아반도의 서남부 해안이나, 스코틀랜드 지방의 해안은 빙하의 영향을 직접 받아 이른바 피오르 해안(협만)이 발달되어 있다.발틱순상지를 중심으로 발트해, 보트니아만 연안은 빙하시대에 거대한 스칸디나비아 대륙빙상의 중심지였다가, 후빙기에 들어와서 융빙과 함께 거대한 압력의 이완으로 인해 약 200m 내외의 지반(地盤)의 융기량을 보이고 있으며, 이러한 융기는 현재도 진행되고 있다. 유럽의 연해는 해상교통의 이용도가 크며 또한 수산업의 좋은 근거지를 이루기도 한다.

## 지형
유럽의 지형은 복잡한 지질구조에 의해 변화성 있는 지형이 발달되어 있다. 대체로카르파티아산맥 이동에는 단조로운 평원과 고도가 그리 높지 않은 평원상의 탁상지가 발달되었고, 그 이동지역에는 기복이 크고 복잡한 지형이 발달되어 있다. 지질구조와 관련하여 유럽은 다음과 같은 지형구(地形區)로 구분한다.

## 국경을 접하는 국가 수 및 목록

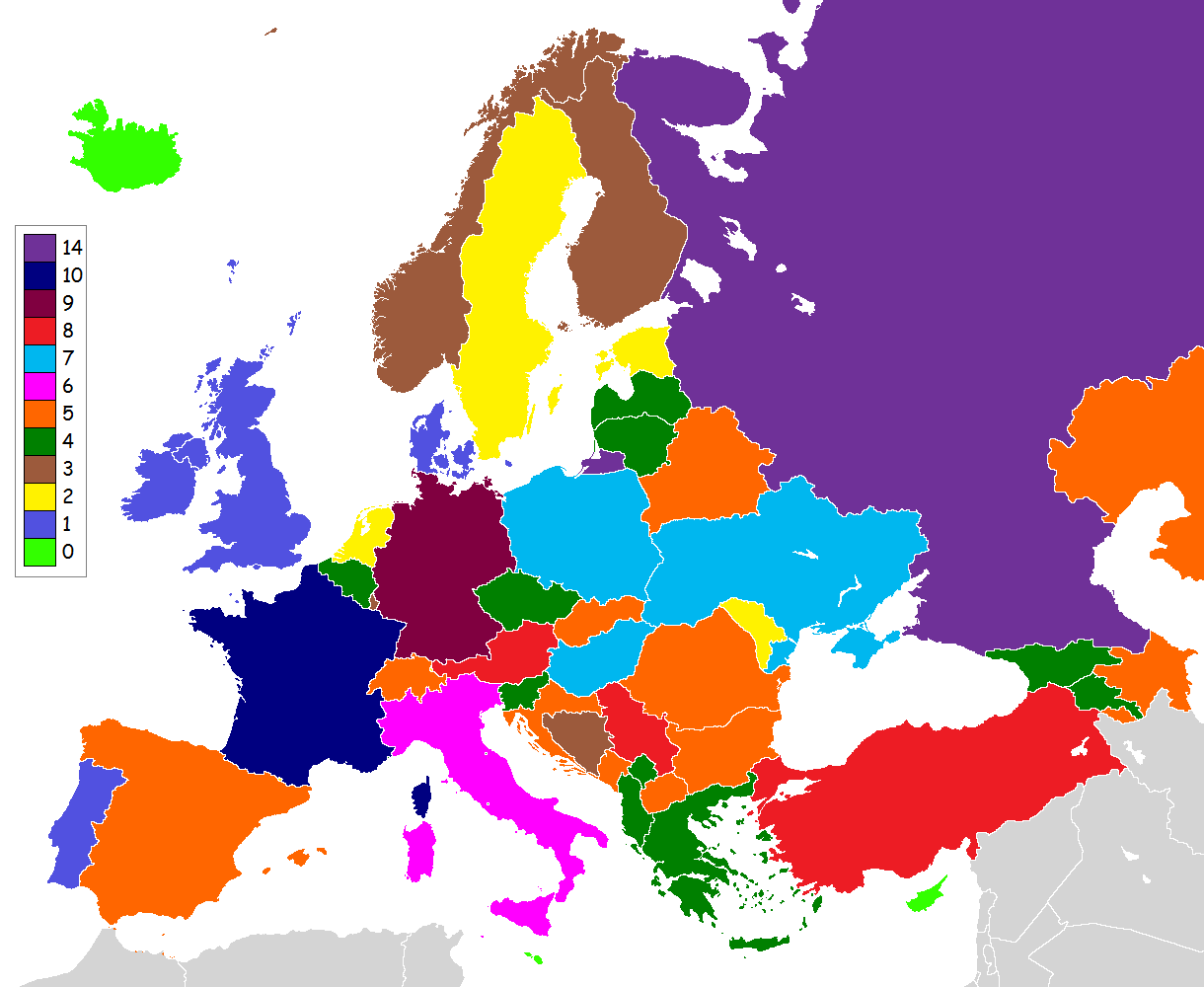
국경을 맞댄 국가수에 따른 유럽 각국의 지도

| 14 | 러시아 (칼리닌그라드 포함) |
| 11 | 프랑스 (해외 데파르트망 및 영토 포함)                                                                                              |
| 9  | 독일 |
| 8  | 오스트리아, 세르비아, 터키 |
| 7  | 헝가리, 폴란드, 우크라이나 |
| 6  | 이탈리아 |
| 5  | 아제르바이잔, 벨라루스, 불가리아, 크로아티아, 카자흐스탄, 루마니아, 북마케도니아, 슬로바키아, 스페인 (세우타, 멜리야 포함), 스위스 |
| 4  | 알바니아, 아르메니아, 벨기에, 체코, 조지아, 그리스, 코소보, 라트비아, 리투아니아, 몬테네그로, 슬로베니아                           |
| 3  | 보스니아 헤르체고비나, 핀란드, 네덜란드 (신트마르턴 포함), 노르웨이, 룩셈부르크                                                    |
| 2  | 안도라, 에스토니아, 리히텐슈타인, 몰도바, 스웨덴                                                                                   |
| 1  | 덴마크, 아일랜드, 모나코, 포르투갈, 산마리노, 영국, 바티칸 시국                                                                    |
| 0  | 아이슬란드, 키프로스, 몰타 |

## 같이 보기
- 유럽 연합
- 서유럽
- 중앙유럽
- 동유럽
- 북유럽
- 남유럽
- 동남유럽
- 유럽 러시아
- 유럽의 극점
- 유럽 연합의 극점
- 산맥 목록
- 유럽 연합과 인접한 국가
- 아프로·유라시아
- 유럽 연합의 지리
- 유럽 연합 회원국의 특수 지역
- 대항해시대